# سكايلر بولين
سكايلر بولين (بالإنجليزية: Skyler Bowlin)‏ مواليد 7 يوليو 1989 في باراغولد، هو لاعب كرة سلة أمريكي. بدأ مسيرته الاحترافية في سنة 2011. يلعب في الدوري الألماني لكرة السلة كلاعب هجوم خلفي.

## المسيرة الاحترافية
لعب مع نادي هورسينس لكرة السلة في موسم 2012–2013، ثم لعب مع سودرتاليا كينغ في موسم 2015–2016، ثم لعب مع غيسن فورتي سيكسرز في موسم 2016–2017.

## روابط خارجية
- سكايلر بولين على موقع كرة السلة الأوروبية.كوم (الإنجليزية)
- سكايلر بولين على موقع ريلجم (الإنجليزية)
- سكايلر بولين على موقع بروبوليرز (الإنجليزية)
- سكايلر بولين على موقع سبورتس رفرنس (الإنجليزية)